# La mia città
La mia città – singel włoskiej piosenkarki Emmy Marrone, wydany 8 marca 2014, pochodzący z reedycji albumu Schiena. Utwór został napisany i skomponowany przez nią samą.
W 2014 roku utwór reprezentował Włochy podczas finału 59. Konkursu Piosenki Eurowizji. Podczas koncertu finałowego, który odbył się 10 maja w B&W Hallerne w Kopenhadze, singel został zaprezentowany jako szesnasty w kolejności i ostatecznie zdobył 33 punkty, plasując się na dwudziestym pierwszym miejscu finałowej klasyfikacji. Tym samym, krajowy nadawca po raz pierwszy od powrotu do stawki konkursowej w 2011 roku uplasował się na miejscu poza pierwszą dziesiątką.
Piosenka znalazła się na 71. miejscu na liście siedemdziesięciu pięciu najlepiej sprzedających się singli w Austrii. Nagranie było ponadto notowane na 24. miejscu na włoskiej liście sprzedaży i otrzymało złoty certyfikat za sprzedaż we Włoszech w nakładzie przekraczającym 15 tysięcy kopii.

## Lista utworów
- Digital download[8]

1. „La mia città” – 3:31

## Notowania

### Pozycje na listach sprzedaży
| Kraj    | Notowanie (2014)  | Najwyższa pozycja | Certyfikat | Sprzedaż |
| ------- | ----------------- | ----------------- | ---------- | -------- |
| Austria | Ö3 Austria Top 40 | 71                |            |          |
| Włochy  | FIMI              | 24                | złoto      | 15 000+  |

### Pozycje na listach airplay
| Kraj   | Notowanie (2014)                        | Najwyższa pozycja |
| ------ | --------------------------------------- | ----------------- |
| Włochy | Classifica airplay Radio settimanale    | 14                |
| Włochy | Classifica airplay Italiana settimanale | 5                 |